# Secuestro parental
El secuestro parental, también llamado abducción parental, abducción familiar o parental child abduction, es una clase particular de secuestro donde un menor de edad es separado abruptamente y sin consentimiento de su sitio habitual de vida por uno de los padres (u otra persona que actúa por mandato de uno de los padres), alejándolo en forma permanente o transitoria del otro progenitor, sin ánimo de restituirlo a la situación primitiva. En este contexto, cabe indicar que en el XIV período de sesiones de la Conferencia de La Haya de derecho internacional privado realizada en 1980, se realizó un Convenio sobre los Aspectos Civiles de la Sustracción Internacional de Menores donde se considera a este tipo de secuestro como aquella situación que involucra:

«(...) el traslado de un menor fuera de su entorno habitual, en el que se encontraba bajo la responsabilidad de una persona física o jurídica que ejercía sobre él un derecho legítimo de custodia» (Conferencia de La Haya de derecho internacional privado, 1980).

La figura legal del secuestro parental es una especie dentro del género Sustracción de menores. 
Las variedades de tipologías del secuestro parental son múltiples y tanto puede producirse dentro de un país como por traslado del menor a un país distinto al de su residencia habitual, lo que configura un secuestro parental internacional.

## Prevalencia de este tipo de secuestro
La abducción parental viola los derechos fundamentales del niño, privándole del contacto con el otro progenitor y con sus familias, así como de la guarda y custodia a la que tiene derecho. El niño víctima de este acto puede ver resentido su equilibrio emocional de forma permanente, teniendo secuelas irreversibles.
Respecto a la prevalencia y/o tasa de ocurrencia, existen diversos estudios que se han abocado a cuantificar su incidencia, muchos de los cuales han sido realizados en Estados Unidos. En este contexto, una investigación patrocinada por el Departamento de Justicia de dicho país determinó que, de los aproximadamente 203.900 menores que fueron secuestrados por sus progenitores en el año 1999, en un 53% de los casos el causante fue el padre biológico, 25% por la madre biológica, 14% por los abuelos y el restante porcentaje por otros familiares; por otro lado, y basados en una encuesta telefónica realizada en el año 1988, se pudo determinar que dentro de los casos menos graves -que en su mayoría no derivaron en litigios legales- un total de 354.100 menores fueron secuestrados. Para el caso de Canadá en tanto, las cifras a 2009 indican que al menos 239 menores fueron alejados del progenitor que tenía la custodia, mientras que la Royal Canadian Mounted Police indica que en dicho país se secuestran 400 menores en promedio por año.
Puede suscitarse que la sustracción tenga como destino la misma demarcación territorial donde el otro padre se encuentra, o puede ocurrir que el destino del secuestro sea fuera de los límites territoriales; en particular, en el Reino Unido por ejemplo, durante el año 2008 al menos 500 menores fueron sacados del país por alguno de sus progenitores, en Australia al menos 200 casos de abducciones hacia el extranjero ocurren al año, o en Estados Unidos, al menos el 17% de los progenitores tratan de sacar al menor del estado con el fin de dificultar la búsqueda. En consecuencia, la sustracción fuera de los límites territoriales involucraría la extracción del menor fuera de un Estado particular (dentro de las fronteras de un país), o bien, el traslado hacia otro país, sin el consentimiento del cónyuge. En este caso suele concurrir el ocultamiento total o parcial del nuevo domicilio, llegando en muchas ocasiones a interrumpirse todo tipo de comunicación por tiempo indefinido.

## Responsabilidad del estado
En el año 2003, el Tribunal de Estrasburgo de Derechos Humanos, condenó al Estado español a pagar una indemnización de 34.000 euros a María Iglesias Gil, por considerar que la Justicia no había actuado con suficiente diligencia para facilitar el retorno de su hijo, secuestrado por el padre y llevado a Estados Unidos.

Afirma María Iglesias Gil: "¿Es eso amor? La gente suele tener una idea romántica y equivocada de que los padres que secuestran a sus hijos y los alejan del otro progenitor lo hacen porque les quieren mucho y están cegados por la rabia que les produce una situación supuestamente injusta o por puro amor. ¿Cómo va a ser un secuestro un acto de amor?"

[cita requerida]

### Tipificación del secuestro parental como delito
En estos casos concurren todas las características que conforman un secuestro, pues el niño es llevado y retenido en forma indebida, para fines ajenos al bien del éste.
La situación jurídica empeora, si el padre sustractor no acredita la patria potestad del menor sustraído, porque en este caso podrá fincársele responsabilidad penal por el delito de "privación ilegal de la libertad", y en algunos casos puede llegar a generarse "supresión de identidad".
El secuestro parental configura una forma de abuso y maltrato infantil y en la mayoría de los países se lo tipifica como sustracción de menores, haciéndose diferencia entre sustracción interna, dentro de un país, y sustracción internacional.

## Situación legal internacional
Lo más importante es El secuestro parental es castigado de acuerdo a las leyes penales y civiles que puedan existir en cada país. En algunos países islámicos – por ejemplo – no existe como delito, ya que en estos casos, el varón es el único poseedor de todos los derechos sobre los hijos.
En España se regula en el artículo 225bis del Código Penal castiga con pena de dos a cuatro años de prisión al progenitor que cometiera secuestro parental, u obstaculizara de alguna forma el contacto de los menores con sus padres no convivientes.[cita requerida]
En Alemania, el castigo asciende hasta cinco años de prisión efectiva para quien cometiere este delito, y si fuera un secuestro parental internacional, se ordena la captura internacional del padre secuestrador a través de Interpol.[cita requerida]

### Convención de La Haya
El 25 de octubre de 1980, se firmó en La Haya – Países Bajos – el Convenio sobre los Aspectos Civiles de la Sustracción Internacional de Menores, que legisla sobre los casos de secuestro parental internacional. Como todo convenio internacional, solo tiene jurisdicción sobre los países que adhieren a la citada Convención.
Los Estados signatarios de este pacto, declararon que los intereses del menor y las cuestiones relativas a su custodia son de primordial importancia. Se desea proteger al menor de los efectos perjudiciales que podría ocasionarle su traslado y su retención ilícita, como así también procurar su restitución inmediata al Estado en donde el niño tenía su residencia habitual, más allá de la nacionalidad del mismo o de sus padres.

### Algunos artículos de la Convención
- Art. 1: La finalidad de la presente Convención será la siguiente:

a) Garantizar la restitución de los menores trasladados o retenidos de manera ilícita en cualquier Estado contratante y
b) Velar porque los derechos de custodia y de visita vigentes en uno de los Estados se respeten en los demás Estados contratantes.
- Art. 3: El traslado o la retención de un menor se considerarán ilícitos:

a) Cuando se hayan producido con infracción de un derecho de custodia atribuido, separado o conjuntamente, a una persona, a una institución, o a cualquier otro organismo, con arreglo al derecho vigente en el Estado en que el menor tenía su residencia habitual inmediatamente antes de su traslado o retención; y
b) Cuando este derecho se ejercía en forma efectiva, separada o conjuntamente, en el momento del traslado o de la retención, o se habría ejercido de no haberse producido dicho traslado o retención.
El derecho de custodia mencionado en a) puede resultar, en particular, de una atribución del pleno derecho, de una decisión judicial o administrativa, o de un acuerdo vigente según el derecho de dicho Estado.
- Art. 4: La Convención se aplicará a todo menor que tuviera su residencia habitual en un Estado contratante inmediatamente antes de la infracción de los derechos de custodia o de visita. La Convención dejará de aplicarse cuando el menor alcance la edad de 16 años.

- Art. 8: Toda persona, institución u organismo que sostenga que un menor ha sido objeto de traslado o retención con infracción del derecho de custodia, podrá dirigirse a la Autoridad Central de la residencia habitual del menor, o a la de cualquier otro Estado contratante, para que con su asistencia, quede garantizada la restitución del menor. La solicitud incluirá:

a) Información relativa a la identidad del solicitante, del menor y de la persona que se alega que ha sustraído o retenido al menor;
b) La fecha de nacimiento del menor, cuando sea posible obtenerla;
c) Los motivos en que se basa el solicitante para reclamar la restitución del menor;
d) Toda la información relativa a la localización del menor y la identidad de la persona con la que se supone que está el menor.
La solicitud podrá ir acompañada o complementada por:
e) En una copia autenticada de toda decisión o acuerdo pertinentes;
f) Una certificación o declaración jurada expedida por una Autoridad Central o por otra autoridad competente del Estado donde el menor tenga su residencia habitual o por una persona calificada con respecto al derecho vigente en esta materia de dicho Estado;
g) Cualquier otro documento pertinente.

## Perfil del secuestrador potencial
Se han determinado ciertos perfiles de personalidad que indican una propensión o tendencia a convertirse en un progenitor abductor, aunque no implican certeza de que ello vaya a ocurrir.
Según el Informe Girdner y Johnston (Dr. Linda K. Girdner, Dr. Janet Johnston) llamado Prevention of Family Abduction Through Early Identification of Risk Factors, existen seis perfiles compatibles con el "secuestro potencial":
- Perfil 1 padres que han amenazado con cometer un secuestro o que ya lo cometieron antes.
- Perfil 2: padres que consideran que se ha cometido un abuso y hay otras personas que apoyan su creencia.
- Perfil 3: padres paranoicos .
- Perfil 4: padres que son sociópatas o psicópatas.
- Perfil 5: padres que tienen fuertes nexos con otro país [o provincia] y están rompiendo su pareja.
- Perfil 6: padres que se sienten desfavorecidos por el sistema legal y cuentan con apoyo familiar y social.

Es probable que tengan hijos muy pequeños, fáciles de transportar y de ocultar, los que muy rara vez se quejan o expresan sus penas a otras personas. Con excepción del perfil paranoico, los padres secuestradores suelen contar con el apoyo económico y moral de una red de familiares, amigos o grupos culturales, clandestinos o de la comunidad. 

### Alertas ante un secuestro en potencia
Luego de entrevistar a un grupo de padres víctimas de la abducción de sus hijos, el Departamento de Justicia de los Estados Unidos, a través de su oficina de Justicia juvenil, emitió en el año 2002 ciertas prevenciones y alertas contra el secuestro parental.
Algunas de las medidas mencionadas en ese documento, y que deben tomarse como alertas importantes de prevención, son las siguientes circunstancias que se darían en el secuestrador potencial:
- En momentos de ira amenaza con secuestrar al niño, o privar al cónyuge de volver a verlo.
- Tiene fuertes nexos con otra provincia u otro país, ya sea por ciudadanía o lazos afectivos o familiares.
- No tiene lazos que la unan a la tierra en donde tiene su residencia actual.
- Tiene antecedentes de conflictos maritales y falta de cooperación con su cónyuge.
- Detesta la idea de que el otro progenitor pudiera volver a formar pareja con otra persona.
- No tiene empleo o está disconforme con el mismo y con sus perspectivas de futuro.
- Hace planes de dejar su trabajo, vender su casa, cancelar cuentas bancarias, solicitar documentación escolar y de salud del menor, vende sus muebles o electrodomésticos, gestiona pasaportes, destruye o esconde documentación.